# Toxicocladosporium velox
Toxicocladosporium velox är en svampart som beskrevs av Crous & M.J. Wingf. 2009. Toxicocladosporium velox ingår i släktet Toxicocladosporium, ordningen Capnodiales, klassen Dothideomycetes, divisionen sporsäcksvampar och riket svampar.   Inga underarter finns listade i Catalogue of Life.